# Moldavsko na Letních olympijských hrách 2000
Moldavsko se účastnilo Letní olympiády 2000. Zastupovalo ho 34 sportovců (29 mužů a 5 žen) v 7 sportech.

## Medailisté
| Medaile | Jméno          | Sport             | Soutěž                           |
| ------- | -------------- | ----------------- | -------------------------------- |
| Bronz   | Oleg Moldovan  | Sportovní střelba | muži 10 metrů                    |
| Bronz   | Vitalie Grușac | Box               | muži váha lehká střední do 67 kg |